# جعفر شریعتمداری
جعفر شریعتمداری (۱۳۰۲ –) با نام مستعار درویش داستان‌نویس ایرانی است.
جعفر در ۱۳۰۲ در سبزوار یا مشهد متولد شد. در رشتهٔ زبان و ادبیات فارسی فارغ‌التحصیل شد و با زبان‌های عربی، آلمانی و ایتالیایی آشناست. در آغاز کار حرفه‌ای متأثر از علی دشتی و نویسندگان اروپایی، داستان‌هایی اروتیک با مضامین روان‌شناختی می‌نوشت، بعداً سراغ سورئالیسم و پوچی جهان و مضامین عرفانی رفت. او مقیم کشور ایتالیا است.
برخی از آثار او عبارتند از:
- هفت‌خوان
- سفارت عُظمی (۱۳۲۵)
- مکتب (۱۳۲۷)
- کتاب (۱۳۲۹)
- باغ (۱۳۳۱)
- لوحه (۱۳۳۳)
- جاودانگی (۱۳۳۷)
- مارگیر
- امام
- سایه
- کتاب نور
- در راه چیست آن
- کعبه